# David Wirmark
Bo David Ingvar Wirmark, född 22 mars 1926 i Virserums församling, Kalmar län, död 28 februari 2014 i Järfälla församling, Stockholms län, var en svensk politiker (folkpartist). Han var bror till riksdagsledamoten Fridolf Wirmark.
David Wirmark, vars far hette Gustafsson och var möbelsnickare, blev filosofie magister vid Uppsala universitet 1952 och var därefter bland annat förbundssekreterare i Folkpartiets ungdomsförbund 1953–54 och sekreterare i Läroverkslärarnas riksförbund 1954–58. Åren 1967–69 var han partisekreterare i folkpartiet.
Han blev i samband med arbetet i Folkpartiets ungdomsförbund engagerad i World Assembly of Youth, där han arbetade mot rasdiskriminering och för avkolonisering. Han blev generalsekreterare i organisationen 1958 och hade kontakt med många ledare för befrielserörelsen i Afrika, bland andra Oliver Tambo i sydafrikanska African National Congress.
David Wirmark var riksdagsledamot för Stockholms läns valkrets 1971–73 och statsrådsersättare 1976/77-1978/79. I riksdagen var han bland annat ledamot i utrikesutskottet 1972–73 samt 1976/7–78/79. Som politiker har han varit starkt engagerad i frågor om svenskt utvecklingsbistånd, och var också ledamot i SIDAs styrelse 1971–75. Efter riksdagstiden var han Sveriges ambassadör i Tanzania 1979–85 och i Mexiko 1985–91.